# أمين التميمي
أمين التميمي واسمه الكامل «محمد أمين» راغب مصطفى أحمد التميمي  (1892 – 4 أكتوبر 1944)، هو سياسي فلسطيني، وأحد أبرز رجالات الحركة الوطنية الفلسطينية في النصف الأول من القرن العشرين، وأول وزير للداخلية في تاريخ الحكومات الأردنية وذلك عام 1921.

## سيرته
وُلد «محمد أمين» راغب مصطفى أحمد التميمي في نابلس عام 1892 لعائلة «التميمي» المُمتدة في الخليل ونابلس. تلقى تعليمه في مدارس فلسطين ثم انتقل إلى إسطنبول حيث درس في جامعتها. عُين بعد تخرجه مساعدًا لوالي بيروت، ثم تولى منصب قائم مقام مدينة دمشق، ثم قائم مقام سنجق حوران، ثم سنجق حمص وسنجق أورفة وسنجق دير الزور، ثم تولى منصب متصرف عجلون ومعان والكرك ثم واليًا لولاية الموصل.
شارك أمين التميمي في تأسيس حزب الاستقلال العربي، كما كان من مؤسسي جمعية العربية الفتاة حيث انتخب بتاريخ 20 ديسمبر 1918 ضمن الهيئة الإدارية الجديدة للجمعية، وانتخب بتاريخ 13 مايو 1920 عضوًا مؤسسًا في الجمعية وأصبح السكرتير العام لها.
عند تأسيس الحكومة العربية في دمشق بزعامة الملك فيصل بن الحسين تولى أمين التميمي منصب مستشار في حكومة الأمير زيد بن الحسين التي تشكلت عام 1920، وبعد سيطرة الانتداب الفرنسي على سوريا اضطر التميمي لمغادرة سوريا مع عددٍ من رجالات حزب الاستقلال العربي، فانتقل إلى شرقي الأردن وأسس فيها فرعًا لحزب الاستقلال العربي، وتسلم منصب متصرف لواء عجلون في أبريل/نيسان 1921 وهو ذات المنصب الذي كان قد تسلمه عام 1914 في زمن الدولة العثمانية، وبالتزامن مع منصبه هذا فقد كلفه أيضًا أمير إمارة شرق الأردن عبد الله الأول بن الحسين بمنصب مستشار الداخلية (وزير داخلية) في أول حكومة في تاريخ إمارة شرق الأردن وهي حكومة رشيد طليع الأولى المشكلة بتاريخ 11 أبريل/نيسان 1921.
بعد استقالة الحكومة بتاريخ 23 يونيو/حزيران 1921 عاد التميمي إلى فلسطين وانضم هناك مع رجالات الحركة الوطنية الفلسطينية، وشارك ضمن الوفد الفلسطيني بمؤتمر لندن الذي انعقد في أغسطس/آب 1921، كما شارك في مجموعة من الوفود الفلسطينية إلى مؤتمراتٍ عدة؛ منها مؤتمر بلودان الأول عام 1937 برفقة حسن شاكر حماد وآخرين.
في عام 1925 أصبح التميمي عضوًا في المجلس الإسلامي الفلسطيني الأعلى برئاسة الحاج أمين الحسيني حيث مثل منطقة نابلس وطولكرم وجنين في المجلس خلفًا لعبد اللطيف صلاح، ثم انتخب لمنصب نائب رئيس المجلس فانتقل للإقامة في مدينة القدس.
في 23 مارس 1938 أصدر السكرتير العام لحكومة الانتداب البريطانية في فلسطين بلاغًا أعلن فيه فصل التميمي من عضوية المجلس الإسلامي الأعلى بسبب نشاطاته الوطنية ضد الانتداب، فاضطر التميمي لمغادرة القدس سرًا متوجهًا إلى بيروت، وكان قد شارك في الوفد الفلسطيني لمؤتمر لندن الذي انعقد في لندن بتاريخ 7 فبراير 1939.
انتقل التميمي بعد ذلك إلى بغداد حيث اشترك في ثورة رشيد عالي الكيلاني عام 1941، وبعد فشل الحركة توجه إلى إيران فاعتقلته السلطات البريطانية هناك، ونفته مع العديد من رفاقه إلى سالزبوري عاصمة روديسيا الجنوبية (التي سُميت زيمبابوي لاحقًا).

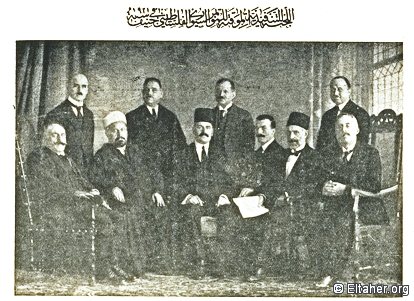
التميمي (الرجل الأول من اليمين وقوفًا) في اجتماع اللجنة التنفيذية للمؤتمر السوري الفلسطيني، جنيف عام 1921.
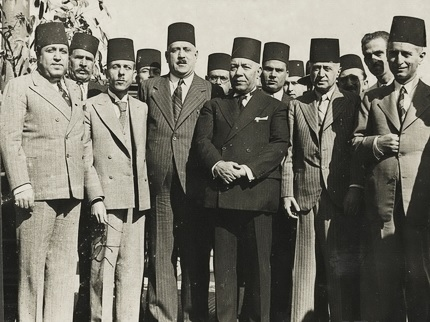
التميمي (الرجل الثاني من اليمين بالصف الأول) في القاهرة خلال الثلاثينيات مع مجموعة من السياسيين العرب.
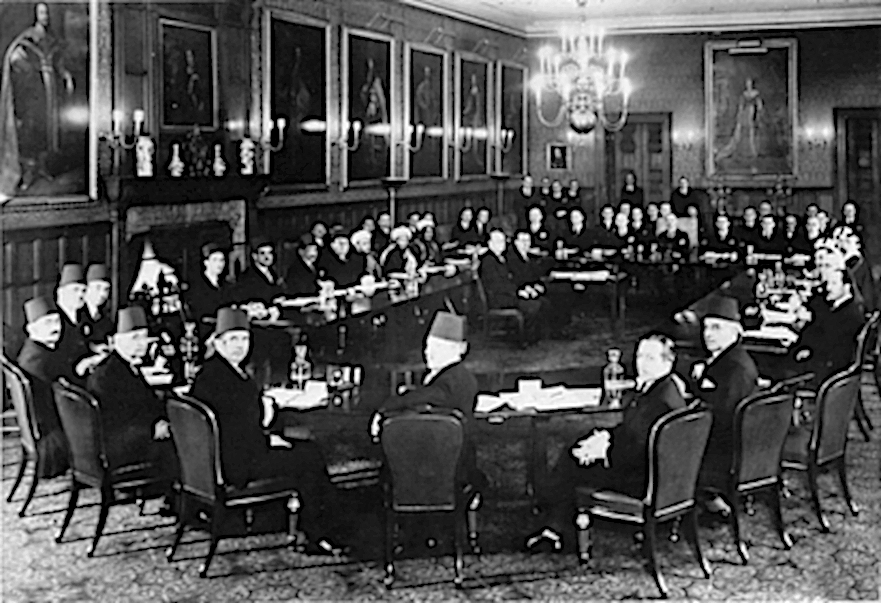
مؤتمر لندن عام 1939، المندوبون الفلسطينيون (الواجهة)، يسارا إلى اليمين: فؤاد سابا، ويعقوب الغصين، وموسى العلمي، وأمين التميمي، وجمال الحسيني، وعوني عبد الهادي، وجورج أنطونيوس، وألفرد روك.

## وفاته
توفي أمين التميمي بتاريخ 4 أكتوبر 1944 في منفاه بمدينة سالزبوري في زيمبابوي، إثر إصابته بمرض التهاب الكبد، ودفن هناك في المقبرة الإسلامية في سالزبوري.